# هيرمان شنايدر
هيرمان شنايدر (بالإنجليزية: Herman Schneider)‏ هو مهندس معماري ومهندس أمريكي، ولد في 1872، وتوفي في 1939.